# Hà Duy Phiên
Hà Duy Phiên (chữ Hán: 河維藩; 1791-1852), tự Đức Ninh, là một danh thần thời Nguyễn, phụng sự qua các triều vua Minh Mạng, Thiệu Trị, Tự Đức.

## Tiểu sử
Ông nguyên tên là Hà Nguyễn Phiên (何阮藩), sinh năm Tân Hợi 1791 tại làng Bột Thượng, huyện Hoằng Hóa, phủ Hà Trung, xứ Thanh Hoa (nay thuộc xã Hoằng Lộc, huyện Hoằng Hóa, tỉnh Thanh Hoá). Thân phụ ông là Hà Nguyễn Huân, tự Thanh Nhã, từng đỗ Hương cống khoa Canh Tý 1780 dưới triều Lê, làm đến tri huyện Nông Cống. Thân mẫu ông là bà Nguyễn Thị Sử.
Năm 1819, ông đỗ Hương cống khoa Kỷ Mão, năm Gia Long thứ 15, tại Trường thi Thanh Hoa. Ông được triều đình bổ nhiệm làm quan tại các trấn gần 10 năm. Do điều hành công việc giỏi, năm 1828, ông được triệu về kinh giữ chức Lang trung hình bộ, sau thăng Hữu thị lang Hình bộ (1830), Tả phó Đô ngự sử (1833).
Năm 1836, Quách Tất Công dấy binh khởi nghĩa ở Ninh Bình, ông được ban chức Tham tán đi ngăn chống sau đó thăng lên Thượng thư bộ Công, rồi Thượng thư bộ Hộ (1838).
Năm Thiệu Trị nguyên niên (1841), ông được thăng Hiệp biện Đại học sĩ, sung Cơ mật viện đại thần kiêm Phó tổng tài Quốc sử Quán. Đến đời Tự Đức, ông vẫn tiếp tục giữ các chức vụ trên và được nhà vua khen là "bề tôi tài giỏi", "có khí tiết trung thành", được gia hàm Thái tử Thiếu bảo.
Năm Nhâm Tý 1852, ông mất, được triều đình truy tặng Thiếu bảo, Văn minh điện đại học sĩ, được thờ tại đền Hiền Lương. Năm 1853, vua Tự Đức ban chế truy tặng cho ông tước Đặc tiến Vinh Lộc Đại phu, Văn minh điện Đại học sĩ, ban tên thụy là Văn Thận.

## Tác phẩm
- Đại Nam hội điển sự lệ
- Đại Nam thực lục tiền biên

## Vinh danh
Tên ông đặt đặt cho con đường ở xã Bình Mỹ, huyện Củ Chi, Thành phố Hồ Chí Minh (nối dài đường Đặng Thúc Vịnh và Tỉnh lộ 8), một con đường ở xã Mỹ Hạnh Nam, huyện Đức Hòa, tỉnh Long An (nối đường ĐT824 và khu đô thị Phúc An City mở rộng) và một con đường ở huyện Hoà Vang, thành phố Đà Nẵng(nối đường Phan Văn Đáng và đường Đinh Gia Trinh).